# Пеушешть (Ясси)
Пеушешть, Пеушешті (рум. Păușești) — село у повіті Ясси в Румунії. Входить до складу комуни Думешть.
Село розташоване на відстані 317 км на північ від Бухареста, 19 км на захід від Ясс.

## Населення
За даними перепису населення 2002 року у селі проживали 1752 особи, з них 1750 осіб (99,9%) румунів. Усі жителі села рідною мовою назвали румунську.